# Cafetita
La cafetita és un mineral de la classe dels òxids. Pren el seu nom de la seva composició: Ca-Fe-Ti.

## Característiques
La cafetita és un òxid de fórmula química CaTi₂O₅(H₂O). Cristal·litza en el sistema monoclínic. La seva duresa a l'escala de Mohs és 4 a 5. És un mineral de color groc pàl·lid o incolor, és un mineral molt rar.

## Formació i jaciments
Els exemplars d'aquest mineral es troben a Afrikanda, Península de Kola, Rússia.